# Zuid-Afrikaanse parlementsverkiezingen 1929
De Zuid-Afrikaanse parlementsverkiezingen van 1929 vonden op 12 juni 1929 plaats. In de aanloop naar de parlementsverkiezingen dwong de regerende Nasionale Party (NP) haar coalitiepartner, de Labour Party, afstand te nemen van het socialisme wilde men deel blijven uitmaken van een nieuwe regering met de NP. Uiteindelijk behaalde de NP bij de verkiezingen de absolute meerderheid en vormde generaal James Barry Hertzog, premier sinds 1924, een nieuw kabinet. Besloten werd de twee minister van de Labour Party, kolonel Frederic Creswell en Henry William Sampson toch weer op te nemen in het kabinet, ondanks de zware verliezen die de partij had geleden en het feit dat de partij geen afstand had genomen van het socialisme.

## Uitslag
| Partij                | %     | zetels |
| --------------------- | ----- | ------ |
| Nasionale Party       | 41,2% | 78     |
| Suid-Afrikaanse Party | 46,5% | 61     |
| Labour Party          | 9,9%  | 8      |
| Onafhankelijken       | 2,4%  | 1      |
| Totaal                | 100%  | 148    |

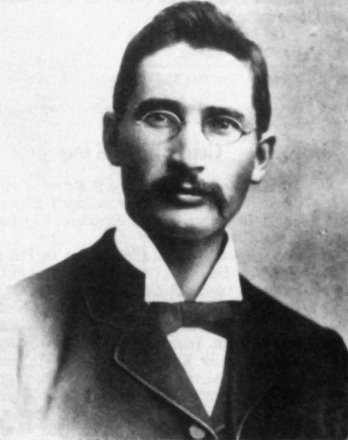
James Barry Hertzog
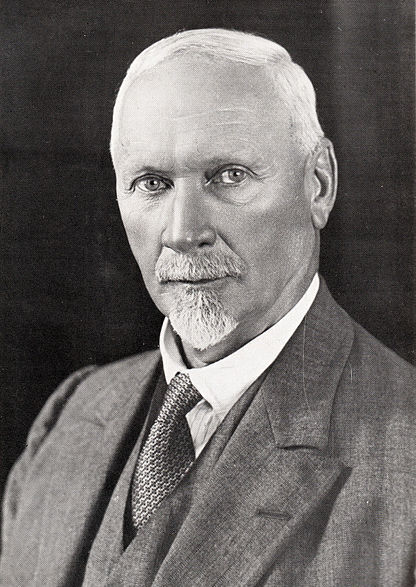
Jan Smuts

## Verwijzing
1. ↑  Reeds in 1925 had kolonel Creswell zowel het communisme als het kapitalisme krachtig veroordeeld

Parlementsverkiezingen: 1910 · 1915 · 1920 · 1921 · 1924 · 1929 · 1933 · 1938 · 1943 · 1948 · 1953 · 1958 · 1961 · 1966 · 1970 · 1974 · 1977 · 1981 · 1984 · 1987 · 1989 · 1994 · 1999 · 2004 · 2009 · 2014 · 2019 · 2024

Referenda: 1960 · 1983 · 1992